# Mary Carew
Mary Carew (* 8. September 1913 in Medford, Massachusetts; † 12. Juli 2002 in Framingham, Massachusetts; nach Heirat Mary Armstrong) war eine US-amerikanische Leichtathletin und Olympiasiegerin.
Von 1929 bis 1932 gewann sie viermal in Folge die US-Hallenmeisterschaften über 40 Yards. Bei den X. Olympischen Spielen 1932 in Los Angeles gewann sie die Goldmedaille im 4-mal-100-Meter-Staffellauf zusammen mit ihren Teamkolleginnen Evelyn Furtsch, Annette Rogers und Wilhelmina von Bremen vor dem Team aus Kanada und dem Team aus Großbritannien.
Bei einer Körpergröße von 1,57 m betrug ihr Wettkampfgewicht 45 kg.